# Computer Generated Imagery
Computer Generated Imagery (CGI) ist der englische Fachausdruck für mittels 3-D-Computergrafik (Bildsynthese) erzeugte Bilder im Bereich der Filmproduktion, der Computersimulation und visueller Effekte. Der Begriff bezeichnet Computeranimation in der Filmkunst – im Gegensatz zu Computeranimation zum Beispiel in Computerspielen.

## Geschichte
Seit Mitte der 1970er Jahre wurde damit begonnen, Außensichtsysteme für Flugsimulatoren (Computer Generated Image Visual System (CGIVS)) computerbasiert zu realisieren.
Vor 1977 war CGI noch eine Sache der Universitäten und Forschungslabore, aus denen ab und zu kurze Filme zu Festivals gelangten. Nur einige wenige Künstler erhielten Gelegenheit, in diesen Institutionen die Möglichkeiten der neuen Geräte und Programme zu erforschen. Erste CGI-Effekte tauchten 1977 in Star Wars auf, in denen eine 40 Sekunden lange computererzeugte Animation des Todessterns zu sehen ist. Das Drahtgittermodell des Todessterns wurde mittels eines Vector-General-3D3I-Grafiktabletts in einen PDP-11/45-Minicomputer eingegeben und dann einzelbildweise mit einer 35-mm-Kamera vom Bildschirm abfotografiert.
1982 wurde für den Film Tron, der zum größten Teil in einer Art vermenschlichtem Computer spielt (Programme werden durch Personen verkörpert), ein Teil der Szenerie computergeneriert, der Rest bestand aus Kulissen. Die Schauspieler agierten vor schwarzen und grauen Hintergründen, das Filmmaterial war schwarz-weiß und wurde hinterher per Hand eingefärbt. Sämtliche Fahrzeuge im Rechner sowie einige Charaktere, die Virenscanner und das Bit, entstanden als 3-D-Vektorgrafik im Rechner. Ein Dicomed-Filmrecorder übertrug die gerenderten Bilder auf 35-mm-Negativfilm. Liveaction und Computeranimation wurden auf einem Optischen Printer kombiniert und dabei mit weiteren Effekten versehen.
Die Genesis-Sequenz in Star Trek II: Der Zorn des Khan (1982) zeigte einen kahlen Planeten, der durch ein Genesis-Projektil umgewandelt wird und im Zeitraffer Millionen Jahre durchläuft, um am Ende ein lebendiges grünes Paradies zu sein. Diese vollständig im Computer generierte Sequenz benutzte zum ersten Mal Fraktale zur Modellierung von Bergen und wurde in den beiden darauf folgenden Filmen Star Trek III: Auf der Suche nach Mr. Spock und Star Trek IV: Zurück in die Gegenwart erneut gezeigt. Sie war dem Spektrum der Wissenschaft einen Artikel wert.
Mit dem Science-Fiction-Streifen Starfight erschien 1984 der erste Film dieses Genres, in dem sämtliche Weltraumszenen, inklusive der Kämpfe, vollständig mittels CGIs realisiert wurden. Das erste vom Computer erzeugte Wesen tauchte aber erst 1985 im Film Young Sherlock Holmes (deutsch: Das Geheimnis des verborgenen Tempels) auf; ein Ritter, der sich aus den Glasscherben eines Kirchenfensters zusammensetzte. 1986 kombinierte Disney in Basil, der große Mäusedetektiv zum ersten Mal gezeichnete Figuren mit einem bewegten 3-D-Hintergrund, die durch das Uhrwerk von Big Ben gelangen mussten.
Die erste computerberechnete Morphing-Sequenz wurde 1986 in Der Flug des Navigators gezeigt, welche das Raumschiff darstellt, wie es in den Flugmodus bzw. die Steigleiter morpht.
Wasser realistisch mit dem Computer zu generieren, gelang aber erst 1989 im Film Abyss zum ersten Mal. 1991 wurden die in Abyss gewonnenen Erfahrungen in Terminator 2 – Tag der Abrechnung genutzt, um die Flüssigmetall-Effekte für den T-1000-Terminator zu erschaffen.
Für Jurassic Park wurden 1993 zum ersten Mal anatomisch beinahe korrekt und lebendig wirkende Tiere, in diesem Fall Dinosaurier, erschaffen und realistisch animiert.
Ab 1994 lief mit Babylon 5 die erste Fernsehserie, in der CGI in großem Umfang eingesetzt wurde. 1995 kam mit Toy Story von Pixar der erste komplett innerhalb des Computers entstandene Film in die Kinos. Der erste vollständig computeranimierte Kinofilm mit einer weitgehend realistischen Darstellung von Menschen wurde 2001 mit Final Fantasy: Die Mächte in dir realisiert.

## Jüngste Entwicklungen
Große Filmproduktionen wie die Prequels zu Star Wars oder die Herr-der-Ringe-Trilogie schaffen es inzwischen auch, realistische Massenaufnahmen mittels CGI zu erzeugen.
Das Unternehmen Weta Digital in Neuseeland war damit beauftragt worden, realistische Effekte für die Herr-der-Ringe-Filme zu kreieren. Um die riesigen Schlachten richtig in Szene setzen zu können, wurde das Computerprogramm Massive entwickelt, das den Orks, Elben und Menschen künstliche Intelligenz einhauchte. Man wollte erreichen, dass die Figuren in der Masse selber auf Hindernisse, Geräusche oder/und ihre Umgebung reagieren. Der Fundus an Handlungsmöglichkeiten (wie den verschiedenen Bewegungsabläufen) sowie unterschiedliche Kampfhandlungen und Sterbesequenzen wurden aus einer Datenbank bezogen, in die die Abläufe vorher per Bewegungserfassung (englisch motion capturing) eingelesen wurden. Selbst Akteure im Vordergrund riesiger Szenen sind vielfach computergeneriert (ein Beispiel hierfür ist der Aufmarsch der Uruk-Hai vor Helms Klamm). Hauptcharaktere wurden herkömmlich aufgenommen und in die Szenen hineinkopiert.
Anfang November 2019 kam Martin Scorseses Mafia-Thriller The Irishman in die amerikanischen Lichtspielhäuser, bevor er über Netflix streambar war. Darin spielen Robert De Niro, Al Pacino und Joe Pesci die Hauptrollen. Die zur Zeit der Aufnahmen über 70 Jahre alten Schauspieler berichten in Rückblenden bis in die 1950er Jahre über ihr Leben. Dabei werden sie mittels CGI-Technik künstlich verjüngt.

## Kritik
Unter Kritikern wie Filmfans wird CGI kritisiert, da Filme zum Großteil digital gedreht werden und nur wenige bis keine Effekte von Hand erzeugt werden. Bevor es CGI-Effekte gab, konnten z. B. Splattereffekte nur per Hand hergestellt werden; dabei setzten einige Filme Maßstäbe, wie z. B. Tanz der Teufel (1981), Das Ding aus einer anderen Welt (1982), Nightmare III – Freddy Krueger lebt (1987) oder Hellraiser – Das Tor zur Hölle (1987). Fans bemängeln, dass Splattereffekte in manchen Filmen am Rechner entstehen, wie z. B. in Hot Fuzz (2007), 300 (2007), Shoot ’Em Up (2007), Kick-Ass (2010). Diese Effekte sehen teilweise unrealistisch im Vergleich zu konventionell erzeugten Effekten aus und noch dazu sind sie nichts Besonderes im Vergleich zu Effekten wie der Verwandlung in American Werewolf (1981). Einige Fans akzeptieren CGI-Effekte nur, wenn man die Effekte ohne CGI nicht erzeugen könnte, wie z. B. in Transformers (2007). Einige Regisseure sind auch gegen CGI, so zum Beispiel Quentin Tarantino, der keinen Film digital gedreht hat und selbst gesagt hat, er würde anfangen, Romane zu schreiben, sobald Filme nur noch digital gedreht werden, und Christopher Nolan, der in seinen Filmen möglichst auf CGI verzichtet und bevorzugt mit Modellen arbeitet.

## Bedeutende Computeranimationsfilme
Folgende Filme stehen in chronologischer Sortierung beispielhaft für die Entwicklung der Computeranimationstechnik:
- Star Wars, 1977–2019
- Tron, 1982
- Tony de Peltrie, Daniel Langlois, 1985
- Der Flug des Navigators, 1986
- Die kleine Lampe, 1986 – John Lasseters erster CGI-Film
- Abyss – Abgrund des Todes, 1989
- Terminator 2 – Tag der Abrechnung, 1991
- Der Rasenmähermann, 1992
- Jurassic Park, 1993
- Toy Story, 1995
- Hinter dem Horizont, 1998
- The Matrix, 1999
- Final Fantasy: Die Mächte in dir, 2001
- Der Herr der Ringe (Filmtrilogie), 2001–2003
- Ice Age, 2002
- Findet Nemo, 2003
- Sin City, 2005
- Transformers, 2007
- 300, 2007
- 2012, 2009
- Avatar – Aufbruch nach Pandora, 2009
- Rapunzel – Neu verföhnt, 2010
- Inception, 2010
- Tron: Legacy, 2010
- Hugo Cabret, 2011
- Life of Pi: Schiffbruch mit Tiger, 2012
- Pacific Rim, 2013
- Gravity, 2013
- The Jungle Book, 2016
- The Irishman, 2019
- Avatar: The Way of Water, 2022

## Bedeutende Computeranimationsunternehmen
Die folgenden Unternehmen sind in alphabetischer Reihenfolge gelistet:
- Blue Sky Studios
- Digital Domain
- DreamWorks Animation
- Framestore
- Illumination Entertainment
- Industrial Light & Magic
- Mackevision
- Moving Picture Company
- Pixar
- Pixomondo
- Sony Pictures Animation
- Weta Digital

## Ablauf der Produktion
Alles beginnt mit Zeichnungen eines Künstlers, einer Fotografie oder eines Clay-Modells, das die Wünsche des Regisseurs aufzeigt: zum Beispiel Hulk, wie er ein Auto zerstört, ein Schauspieler, der unmögliche Kampfszenen absolviert, oder eben ein lebensechter Charakter (Gollum in Der Herr der Ringe), der von einem richtigen Schauspieler gespielt und mit diesem im finalen Film verknüpft wird.
Ausgehend von diesen Modellen und Zeichnungen arbeitet ein Modelleur mit dreidimensionalen Flächen am Computer, um ein passendes Computermodell zu erstellen. Manchmal werden solche Clay-Modelle oder die Gesichter von Schauspielern mit speziellen Laserscannern abgescannt, um dem Modelleur einen Standpunkt zu geben, von dem er starten kann.
Wenn die 3D-Modellierung abgeschlossen ist, gibt der Animator dem Computer die Befehle, wie sich das Modell bewegen soll. Beispielsweise wie ein Auto sich überschlägt, wenn es von Hulk überrannt wird, oder wie sich das Gesicht von Gollum verhält, wenn er spricht.
Manchmal benutzt der Animator bestehende Bewegungen, die von echten Schauspielern eingefangen werden – wie dies beispielsweise bei Gollum der Fall war – oder aber physikbasierte Simulationen, um beispielsweise die Delle eines Autos realistisch darstellen zu können (siehe Motion Capture).
Sobald Modellierung und Animation abgeschlossen sind, werden eine virtuelle Kamera und Belichtung im Computer eingesetzt, und ein Render-Programm läuft für eine lange Zeit über die Animation, oft eine Stunde oder mehr für jeden einzelnen Frame. So werden Bilder erzeugt, die die realistischen Bewegungen des 3D-Modells aufzeigen.
Das Feintuning wird vom Technischen Regisseur übernommen. Er passt Licht und Material an und wiederholt das Rendering der Szene immer wieder.
Die CGIs werden dann mit den Live-Action-Elementen, beispielsweise Aufnahmen von echten Schauspielern oder Hintergrundlandschaften, mit einer Compositing-Software nahtlos verbunden, um die endgültigen Bilder des Filmes zu erstellen.